# Берри, Набих
Набих Берри (араб. نبيه بري‎; род. 28 января 1938, Фритаун, Сьерра-Леоне) — ведущий ливанский политик-шиит, спикер Палаты представителей с 1992 года. С 1980 года возглавляет шиитское движение «Амаль». Известен как один из главных сторонников союза Ливана с Баасисткой Сирией

## Биография
Набих Берри родился 28 января 1938 года в столице Сьерра-Леоне Фритауне (по утверждениям других источников, в городе Бо) в семье ливанских эмигрантов-шиитов. Переехав в Ливан, учился в начальной школе города Тибнин, затем в школе «Аль-Макассед» и «Школе мудрости» (Ecole de la Sagesse) в Бейруте. Поступил на юридический факультет Ливанского университета, стал известен как политический активист, возглавил студенческий совет. Получив в 1963 году степень бакалавра, он отправился на учёбу в Сорбонну, где получил диплом магистра. В 1960-е годы примкнул к движению арабских националистов.
С первой половины 1970-х годов работал юристом в корпорации General Motors, сначала в бейрутском офисе, а затем в США. С 1976 по 1978 год жил в городе Дирборн (штат Мичиган). В 1970-х годах был юрисконсультом шиитского движения «Амаль», которое возглавлял Муса Садр. В 1978 году, после загадочного исчезновения Садра, Берри вернулся в Ливан и в 1980 году стал лидером «Амаль». Со времени начала гражданской войны в Ливане в 1975 году «Амаль» поддерживала тесные связи с Сирией, и под руководством Берри они получили интенсивное развитие. Режим Хафеза Асада снабжал боевиков движения оружием и занимался их боевой подготовкой.
После израильского вторжения в Ливан в 1982 году «Амаль», как и другие просирийские группировки, боролась против возглавляемых США международных сил и добивалась ослабления центрального правительства, которому пришлось отказаться от достигнутых с Израилем договорённостей. В феврале 1984 года боевики Берри приняли участие в изгнании из Западного Бейрута христианских Ливанских сил, что значительно усилило влияние лидера «Амаль». Он фактически стал ведущим шиитским лидером и вошёл в правительство как министр реконструкции южного Ливана, а затем министр юстиции и электрических и гидравлических ресурсов. В середине 1980-х годов Берри при поддержке Сирии играл ключевую роль в борьбе против влияния Организации освобождения Палестины. Боевики «Амаль» нападали на лагеря палестинских беженцев, поддерживавших Ясира Арафата; в результате погибли несколько тысяч человек. В 1985 году боевики «Амаль» захватили в заложники 153 пассажира авиарейса компании TWA. Один из них был убит прежде, чем Берри выступил как посредник на переговорах. Как сообщает пресса, подробности переговоров так и не были оглашены, но оставшиеся заложники были освобождены через 17 дней.
В сентябре 1985 года вместе с двумя другими лидерами ливанских просирийских группировок — Валидом Джумблатом и Элие Хобейка — Берри подписал разработанное Дамаском соглашение, которое фактически закрепляло контроль Сирии над ливанским государством. Соглашение вызвало сильное недовольство среди христиан-маронитов и мусульман-суннитов и не было ратифицировано президентом Ливана Амином Жмайелем. Стремление Берри к единоличному руководству в движении и его беспрекословное подчинение сирийцам привели к снижению популярности «Амаль» и уходу ряда её руководителей. Берри, опасаясь за свою безопасность, в 1986 году уехал в Дамаск, где провёл девять месяцев. Во второй половине 1980-х годов сирийские силы неоднократно приходили на помощь боевикам «Амаль», боровшимся с другими группировками, в том числе с соперничающей шиитской организацией «Хезболла».
В конце 1980-х годов Берри поддержал усилия Дамаска по смещению президента Ливана генерала Мишеля Ауна, несмотря на то, что тот пользовался значительной поддержкой в шиитской общине. В 1992 году при покровительстве Сирии Берри стал председателем парламента — Ливанской национальной ассамблеи: это высший пост, который по конституции страны может занимать мусульманин-шиит. Он оставался неизменным союзником Сирии и добивался фактического превращения Ливана в государство-сателлит. В 1995 году Берри в соответствии с пожеланием Дамаска добился продления на три года президентского срока для Ильяса Храуи. В 2004 году то же было сделано в отношении другого главы государства — Эмиля Лахуда.
В мае-июне 2005 года, после так называемой «кедровой революции», которая привела к выводу сирийских войск из Ливана, на парламентских выборах победу одержали антисирийские силы. Сторонники Берри выступили единым блоком со своими конкурентами в лагере шиитов — «Хезболлой». Вместе шиитские партии получили в парламенте 35 мест — 14 из них заняли представители «Амаль». Номинальный статус союзников не мешал членам двух группировок периодически вступать в вооружённое противостояние. Представители «Хезболлы» и «Амаль» вошли в новое правительство Фуада Синьоры, созданное в июне 2006 года. 28 июня Берри, получивший поддержку антисирийского большинства, был утверждён на посту спикера на новый четырёхлетний срок.
После начала в июле 2006 года вооружённого противостояния между «Хезболлой» и Израилем большинство лидеров «Хезболлы» вынуждены были скрываться, и Берри оказался в роли основного посредника между группировкой шейха Хасана Насраллы и Западом. По данным ливанских источников, США установили контакты с Берри ещё в середине 1990-х годов: дело в том, что он был более приемлем для американцев в качестве представителя ливанских шиитов, нежели кто-либо из «Хезболлы». Во время визита в Ливан госсекретаря США Кондолиззы Райс 24 июля Берри от лица «Хезболлы» отверг предложенные американцами условия прекращения огня. В начале августа 2006 года Берри заявил, что проект резолюции Совета безопасности ООН по Ливану, разработанный США и Францией, в случае его принятия может привести к «бесконечной» войне.
В ноябре 2006 года в Ливане начался новый политический кризис. Одной из его причин стали планы по созданию международного трибунала для расследования гибели бывшего премьер-министра Ливана Рафика Харири, против которых выступали просирийские силы. 11 ноября пять министров, представлявших в кабинете «Хезболлу» и «Амаль», ушли в отставку. Берри объявил неконституционными последующие заседания кабинета. Кризис обострился после убийства 21 ноября министра промышленности Ливана Пьера Жмайеля, известного своими антисирийскими взглядами.
Политический кризис в Ливане продолжался полтора года. В этот период Берри участвовал в попытках урегулирования ситуации, проводя переговоры от имени оппозиции с премьер-министром Синьорой, сыном убитого премьер-министра и лидером парламентского большинства Саадом Харири, однако продолжал настаивать на создании правительства национального единства, в котором оппозиция получила бы право вето. Кроме того, Берри отказывался созывать заседания парламента для ратификации документов, касавшихся организации международного трибунала по делу об убийстве Рафика Харири, но в мае 2007 года Совет безопасности ООН принял решение о созыве трибунала по запросу Синьоры. Весной 2007 года Берри призвал Саудовскую Аравию послужить посредником в переговорах и провести конференцию по урегулированию ливанского кризиса, однако правительство Ливана отказалось участвовать в такой конференции. Положение в Ливане ещё более обострилось, когда осенью 2007 года ливанский парламент из-за бойкота оппозиции не смог выбрать нового президента, а действующий президент Лахуд в ноябре покинул свой пост. Отмечалось, что в связи с отсутствием консенсуса между парламентским большинством и оппозицией с осени 2007 года до конца весны 2008 года Берри был вынужден 20 раз переносить выборы президента.
В мае 2008 года после массовых беспорядков, организованных движением «Хезболла» в ливанской столице Бейруте, соперничающие ливанские политические силы провели в Катаре переговоры, на которых прозападное правительство пошло на значительные уступки ради разрешения кризиса. В результате соглашения президентом Ливана 22 мая 2008 года был избран Мишель Сулейман. В июле 2008 года в Ливане было создано правительство национального единства во главе с Синьорой, в котором оппозиция получила право вето; при формировании правительства Берри лично рекомендовал в качестве министра иностранных дел Фаузи Саллуха, известного сторонника «Хезболлы».
Во время проведения в декабре 2008 года — январе 2009 года Израилем военной операции в секторе Газа, направленной против боевиков палестинского движения ХАМАС, Берри публично осудил израильскую акцию, встретился с представителями ХАМАСа и Организации освобождения Палестины, а также призвал глав парламентов арабских стран оказать давление на Израиль для прекращения операции. 8 января 2009 года в Ливан по приглашению Берри прибыли главы парламента Ирана Али Лариджани, парламента Сирии Махмуд аль-Абраш и парламента Индонезии Агунг Лаксоно, которые вместе со спикером ливанского парламента подписали обращение к председателю Европарламента Хансу-Герту Пёттерингу и генеральному секретарю ООН Пан Ги Муну с требованием принудить Израиль завершить операцию.
В первой половине 2009 года Берри продолжал оставаться основным представителем оппозиции, с которым вели переговоры зарубежные деятели. В частности, в мае 2009 года накануне очередных парламентских выборов в Ливане с ним проводили переговоры вице-президент США Джо Байден и министр иностранных дел России Сергей Лавров.
На парламентских выборах, состоявшихся 7 июня 2009 года, убедительную победу одержал прозападный блок партий под руководством Саада Харири, в то время как оппозиция получила 57 мест в 128-местном парламенте. При этом из всех оппозиционных партий «Амаль» получила возможность сформировать наибольшую (12 мест) фракцию в парламенте. Берри заявил, что он целиком признаёт результаты выборов. 25 июня Берри был вновь переизбран спикером ливанского парламента, за него проголосовали 90 депутатов, в том числе члены прозападного и антисирийского блока Харири, который подчеркнул, что это решение было принято ради стабильности в Ливане. После этого фракция «Амаль» в парламенте поддержала кандидатуру Харири на пост нового премьер-министра, хотя, как заявил Берри, его движение не собиралось участвовать в новом правительстве, если оно не будет действовать на основе консенсуса.